# Mandel
 For alternative betydninger, se Mandel (organ).
Mandel er både navnet på et spiseligt frø og på det træ (Prunus amygdalus), hvorfra det stammer. Mandeltræet kendes helt tilbage fra oldtidens sydvestlige Asien.

## Navn og oprindelse
Ordet er kommet via middelnedertysk "mandel" fra latin amandula, omdannet efter amanda (= som bør elskes), af græsk amygdala (= mandeltræ).
Ligesom ferskentræet er mandeltræet et træ i kirsebærslægten i rosenfamilien. Mandlen er ikke en nød, men en stenfrugt, hvor mandlen er frøet i frugten. Selv om mandelfrugten er beslægtet med fersken, er der ingen, der spiser det læderagtige, grågrønne frugtkød. Derimod blev frøet – mandlen – tidligt genstand for lovprisning. Den er blandt verdens ældste dyrkede afgrøder og nævnes i 1. Mosebog 43:11 som en delikatesse: "Endelig gav Jakob sig. "Hvis der ikke er nogen anden udvej, så lov mig i hvert fald at fylde jeres sække op med de bedste varer, vores land kan tilbyde, og aflever dem som gave til denne mand. Tag balsam, honning, krydderier, myrra, pistacienødder og mandler."" 
Man mener, at mandlen stammer fra Kina eller har groet på stepperne i det område, der senere blev kendt som Sovjetunionen og i det nordvestlige Iran. Der var tale om en værdifuld handelsvare på Silkevejens handelsruter gennem Asien og Mellemøsten. Mandeltræer blev dyrket i vore dages Jordan for omkring 5.000 år siden, hvorefter grækere og fønikere spredte træet videre til landene omkring Middelhavet.
Senere blev den bragt til Amerika: spanske munke af franciskanerordenen plantede træerne langs El Camino Real (= Kongevejen), der går fra San Diego til Sonoma i Californien. Her skulle det vise sig, at de varme, tørre somre og våde vintre i Sacramento-dalen og San Joaquin-dalen gav ideelle vækstbetingelser for træerne.

## Produktion
Det mislykkedes i Middelalderen at få træerne til at trives i det tempererede Europa. I dag forsynes det europæiske marked primært fra Spanien og Italien, samtidig med at californiske mandler vinder markedsandele.
Ifølge tal fra FAO er den globale produktion på omkring 1,7 millioner tons, varierende fra 1 million ton i 1995 til 1.9 millioner tons i 2002. I årene 1992 til 1996 var de største producenter USA (68 %), Spanien (16 %), Italien (4 %), Grækenland (3,7 %), Iran (1,8 %), Tunesien (1,8 %), Marokko (1,7 %), Portugal (1,1 %) efterfulgt af Tyrkiet og en række andre, mindre producentlande.

## Udseende
Mandeltræeet er et lille løvfældende træ, der opnår en højde på cirka 4-10 meter. Stammen kan opnå en diameter på cirka 30 centimeter. Træets kviste er fra starten grønne. De farves kort efter lilla som følge af sollyset, inden de i deres andet år bliver grålige. Bladene er 7-13 centimeter lange og har en takket margen. Mandeltræerne blomstrer i det tidlige forår, hvor de 5-tallige (det vil sige med fem kronblade), 3-5 centimeter store, hvide eller let lyserøde blomster sidder enkeltvis eller parvis.
Træerne bliver produktive, altså begynder at bære frugt, efter fem år. Frugten modnes i efteråret 7-8 måneder efter dens blomstring.
Mandeltræerne blomstrer typisk fra marts måned. Bier sørger hen over sommermånederne for at bestøve træere. Mandlerne bliver formet som små kerner inden i en hård skal. Skallerne åbner sig langsomt som følge af varmen og modningen. I slutningen af sommeren og starten af efteråret er det høsttid. Maskiner ryster skallerne og mandlerne ned fra træerne. Mandlerne ligger på jorden og tørrer, inden de bliver samlet op, renset, pakket og kvalitetstjekket.
Botanisk set er træets frugt ikke en nød, men derimod en stenfrugt, som bliver 3-6 centimeter lang med en oval skal i en grøn farve. Stenen under den yderste skal er brun og furet, men alligevel glat at røre ved. Selve nødden er 2-3 centimeter lang, oval og dækket af en sej, brun hinde. Derunder er et hvidt, fast kød, der dufter sødligt og aromatisk.

## Anvendelse
Fra mandeltræet fås både søde og bitre mandler. I den almindelige handel er det søde mandler, der sælges. Mandler kan spises, som de er. Til bagning hakkes de eller males til mel, ligesom mandler bruges til at dekorere kager eller som drys på wienerbrød. En anden vigtig anvendelse er ved produktion af fin marcipan.
Bitre mandler indeholder små mængder af giftstoffet amygdalin, der kemisk er et forstadium til blåsyre. I de mængder, som man almindeligvis spiser mandler i, betragtes det dog ikke som sundhedsskadeligt. Ved tilsætning af vand, i form af spyt, sker der en spaltning, hvorved der dannes blåsyre, hvilket i større mængder kan udgøre en betragtelig sundhedsrisiko.
Generelt har mandler et højt indhold af sunde umættede fedtsyrer og indeholder store mængder Vitamin B og E samt jern, kalk og magnesium. Som følge heraf betragtes mandler for at være en sund snack.
Fra mandlerne kan man udvinde mandelolie, der finder bred anvendelse som madolie, afføringsmiddel, tilsætning til kosmetik, massage og aromaterapi samt som et smøremiddel.